# Carbon River
Der Carbon River ist ein 48 km langer rechter Nebenfluss des Puyallup River im US-Bundesstaat Washington. Der Fluss durchquert das Pierce County.

## Verlauf
Die Quelle des Carbon River bildet der Carbon-Gletscher an der Nordseite des Mount Rainier in der Kaskadenkette. Der Oberlauf des Flusses liegt im Mount Rainier National Park. Zu den Zuflüssen im Oberlauf gehören Cataract Creek und Spukwush Creek. Der Carbon River tritt rasch in ein weites glaziales Tal ein, wo er mächtige Schichten glazialer Sedimente ablagert. Das führt zum Mäandrieren und zum verflochtenen Aussehen des Flusses.
Nach Passieren des Mother Mountain im Westen und des Chenuis Mountain im Osten erreicht der Ipsut Creek den Carbon River und der Fluss den Nationalpark-Campingplatz Ipsut Creek. Hier befand sich bis 2006 der Zugang zum Mount Rainier National Park über die Carbon River Road, bevor ein Hochwasser die Straße unterspülte. Unterhalb des Ipsut Creek mündet der Chenuis Creek von Norden und der Green Creek von Süden. Kurz nach diesen Einmündungen verlässt der Fluss den Mount Rainier National Park. Die Carbon Ridge und ihr hoher Gipfel Old Baldy Mountain liegen im Norden. Der Tolmie Creek, der vom Tolmie Peak herabfließt, mündet in den Carbon River von Süden.
Nachdem er generell nach Nordwesten floss, wendet sich der Carbon River mehr nach Westen, bis ihm der Evans Creek kurz vor der kleinen Siedlung Fairfax zufließt. Zwischen Fairfax und Carbonado zwängt sich der Carbon River durch eine enge Schlucht mit dem Gleason Hill im Osten und dem Wingate Hill im Westen.
Nach dem Passieren von Carbonado und Aufnahme des Lily Creek weitet sich das Flusstal wieder und der Carbon River wird wieder zum breiten mäandrierenden Fluss. Er wendet sich nach Westen und fließt durch eine zunehmend weiter werdende Aue bis zur Kleinstadt Crocker, wo den Fluss einer seiner Hauptzuflüsse, der South Prairie Creek, erreicht. Kurz unterhalb von Crocker mündet ein weiterer Hauptzufluss, der Voight Creek.
Unterhalb von Crocker fließt der Carbon River nach Nordwesten und mündet in den Puyallup River. Die Kleinstadt Orting liegt an dieser Mündung in der Aue zwischen den beiden Flüssen.

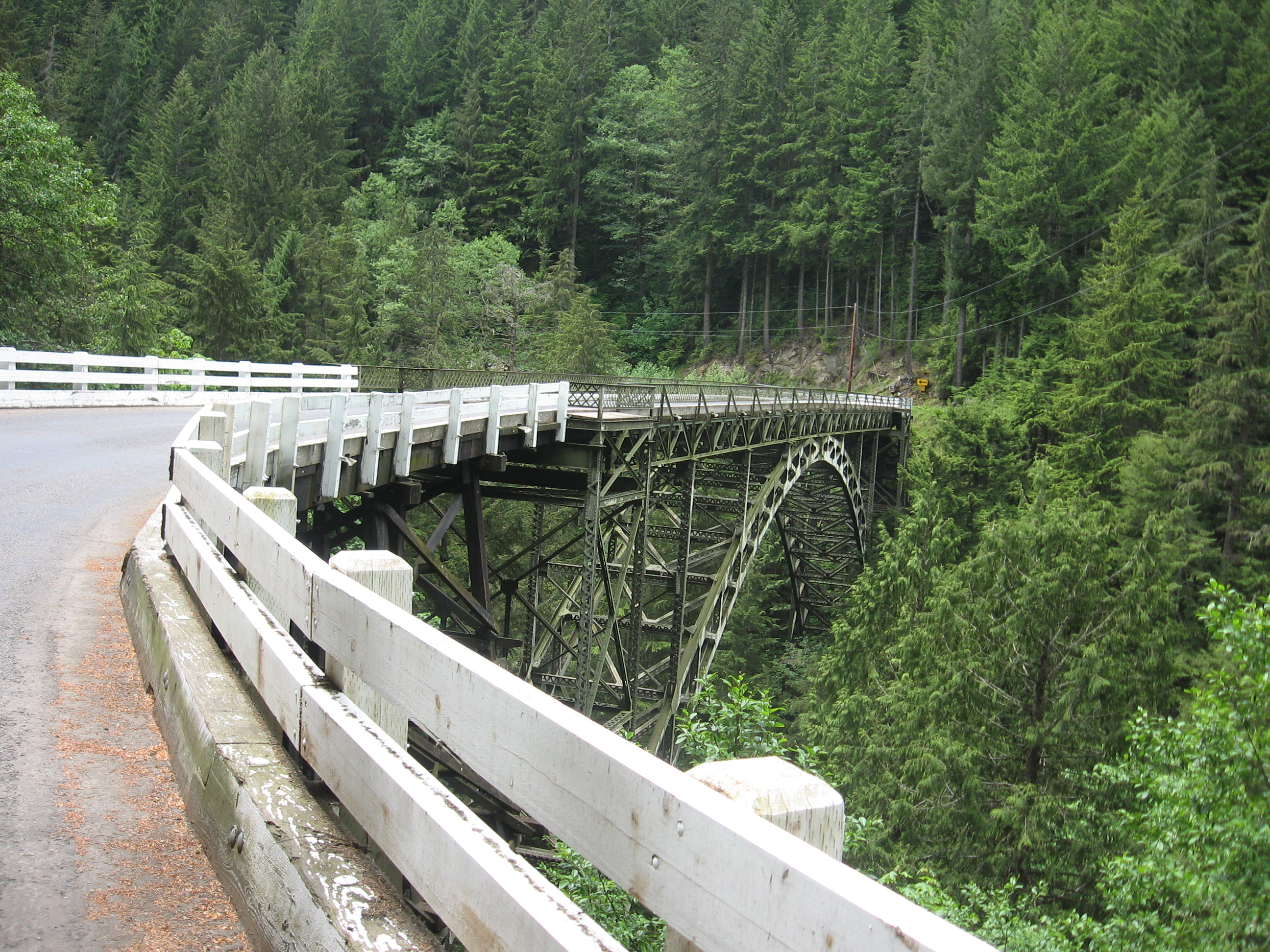
Die einspurige Brücke an der Washington State Route 165, etwa zwei Meilen (3,2 km) südlich von Carbonado auf dem Weg zum Mt. Rainier.

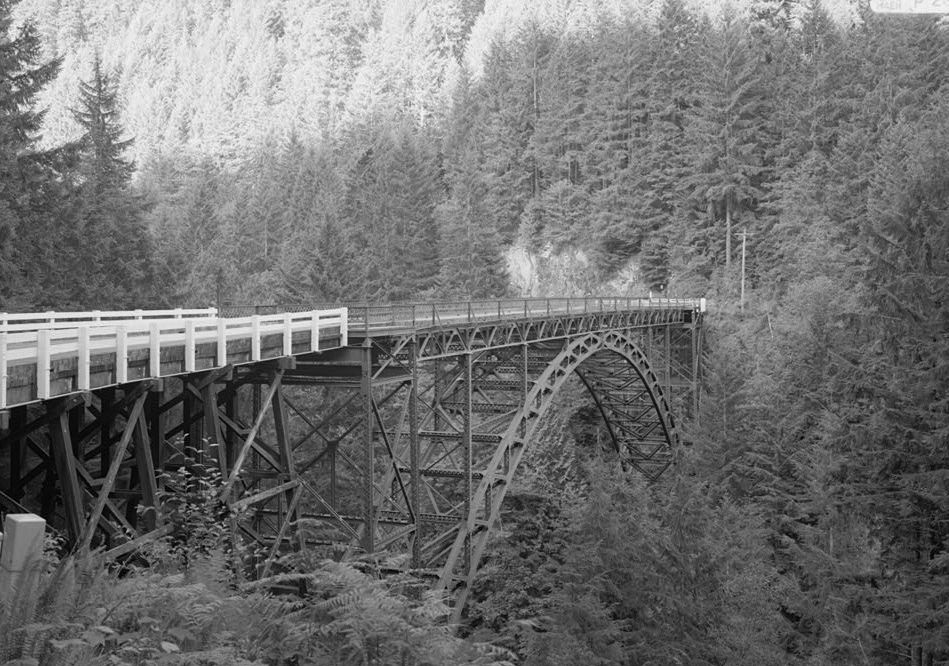
Die 150 m lange Fairfax Bridge war bei ihrem Bau 1921 die höchste Brücke in Washington.

## Namensgebung
Charles Wilkes nannte den Fluss „Upthascap River“, aber nach der Entdeckung von Kohlevorkommen entlang seiner Ufer 1876 wurde er in „Carbon River“ umbenannt.

## Geologie
Durch glaziales Schmelzwasser geformt, enthält der Carbon River eine riesige Fracht an Sedimenten wie Schlamm oder Kies. Nach dem Hervortreten aus dem Carbon-Gletscher fließt der Carbon River durch ein weites gletschergeformtes Tal, wo mächtige Ablagerungen im Flussbett Dand- und Kiesbänke schaffen, so dass der Fluss zum komplex verflochtenen Fluss wird, mändriert und hochwasseranfällig wird. Der Fluss verlegt von Zeit zu Zeit Abflusskanäle und schafft neue in seinem Tal. Zwischen Fairfax und Carbonado fließt der Carbon River durch eine enge Schlucht, (unmittelbar) bevor er in ein anderes weites hochwassergefährdetes Tal nahe Crocker und Orting eintritt.

## Natur
Im Carbon River Valley beträgt der jährliche Niederschlag zwischen 1.778 und 2.286 mm, was zum Vorkommen gemäßigter Regenwälder führt.

## Natürliche Gefahren

### Hochwasser

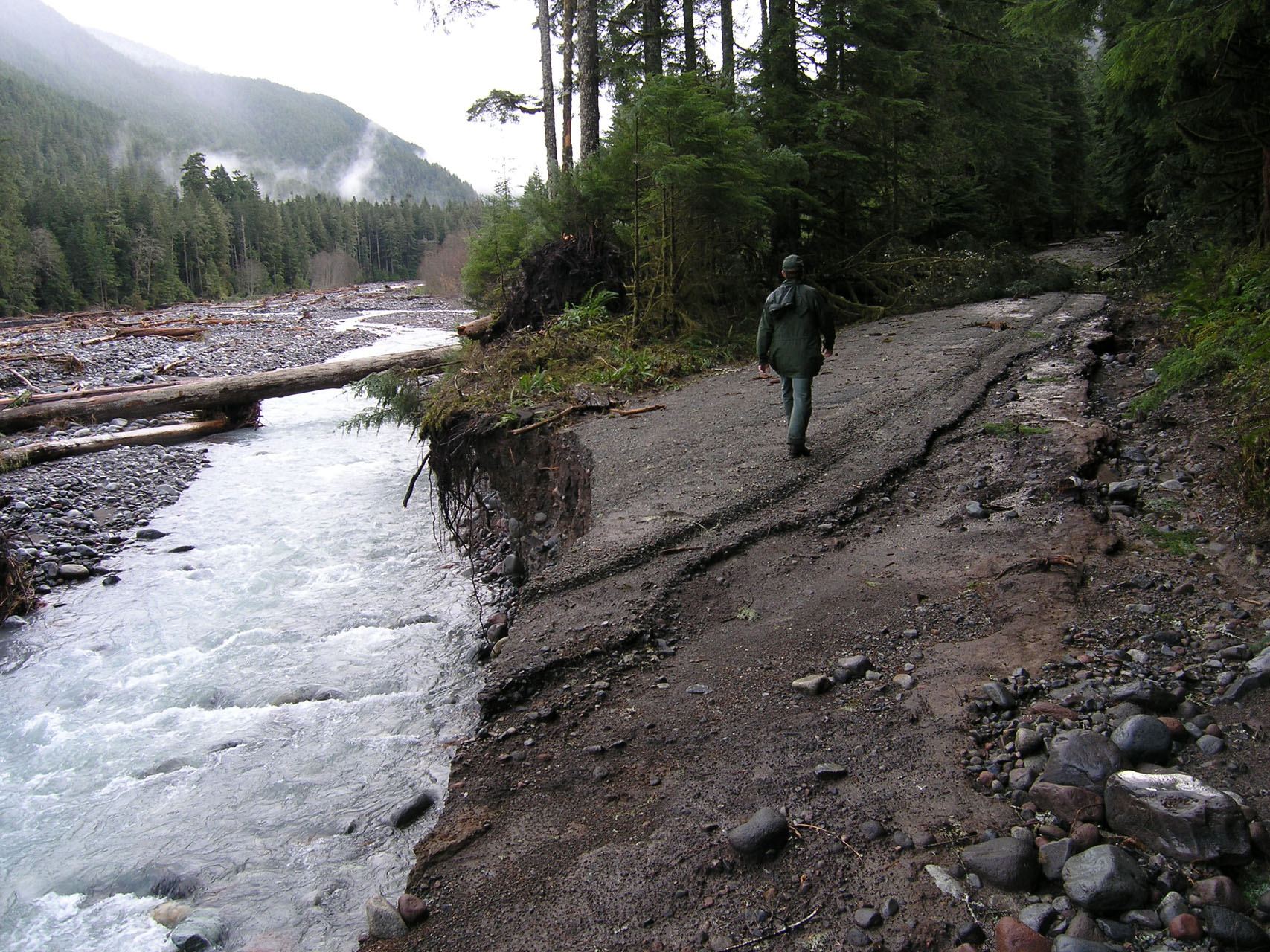
An einigen Stellen hat das Hochwasser des Carbon River von 2006 große Teile der Carbon River Road fortgerissen.

Hochwasser treten von Zeit zu Zeit im oberen Carbon River Valley auf. Ein Jahrhunderthochwasser führte 2006 zur Schaffung neuer Abflusskanäle, während dessen ein Teil der Carbon River Road unterspült wurde. Die Straße bildet den Hauptzugang zum nordwestlichen Teil des Mount Rainier National Park. Teile der Straße wurden im Prinzip zum neuen Kanal des Flusses, während andere Teile fortgespült wurden.
Seit 2008 ist die Carbon River Road für den motorisierten Verkehr am Zugang gesperrt. Das führt zu bis zu 18 km langen Umwegen für Wanderungen, die früher am Ipsut Creek Campground begannen. Der Ipsut Creek Campground ist dauerhaft für Camping-Fahrzeuge geschlossen; eine Camping-Genehmigung ist für die Übernachtung  erforderlich. Überflutungen und/oder Hochwasserbedingungen stellen nach wie vor Gefahren für die Nutzer dar und können beinahe ohne Vorwarnung auftreten.

### Lahare
Wie bei anderen Flüssen, die an Gletschern des Mount Rainier entspringen, gibt es im Carbon River Valley das Risiko von Laharen.